# تیمیدین دی‌فسفات گلوکز
تریمیدین دی فسفونات گلوکز (به انگلیسی: Thymidine diphosphate glucose) یک ترکیب شیمیایی با شناسه پاب‌کم ۲۵۲۰۲۳۹۰ است.